# Paul Vionnet
Paul Vionnet, né le 27 juillet 1830 à Aubonne et mort le 16 janvier 1914 à Lausanne, est un pasteur, photographe et conservateur de musée vaudois.

## Biographie
Paul Vionnet suit des cours primaires à la maison paternelle de l'Isle où son père est pasteur. À partir d'avril 1844, il fréquente le collège cantonal de Lausanne et se découvre une passion pour les sciences et la nature. Paul Vionnet étudie la théologie à l'Académie de Lausanne de 1850 à 1856, année où il obtient sa licence et est consacré pasteur de l'Église nationale vaudoise. 
En 1842, Paul Vionnet fait ses premiers essais en photographie ; il en apprend la technique vers 1845 avec Constant Delessert. Dès 1847, Paul Vionnet réunit un maximum de documents iconographiques et de gravures sur son canton. Une fois reproduites, ces vues de Lausanne et du canton de Vaud viennent enrichir les collections du Service des monuments historiques de Lausanne. En 1872, Paul Vionnet publie ses observations dans l'ouvrage, très remarqué à l'époque, intitulé Les monuments préhistoriques de la Suisse occidentale et de la Savoie.
Paul Vionnet est pasteur aux Granges-de-Sainte-Croix (L'Auberson) de 1856 à 1858, à Pampigny de 1858 à 1866, et enfin à Etoy à partir de 1866. Il démissionne en 1898 et se consacre dès lors à la photographie et à l'histoire. 
Membre de la Société photographique de Lausanne depuis 1888, Paul Vionnet fonde en 1896 le Musée historiographique vaudois qu'il offre à l'État de Vaud en 1903 ; la collection rejoint celles du Musée de l'Élysée à Lausanne dès la création de ce dernier en 1985. 
En 1903, il est chargé de l'illustration du grand album Au Peuple vaudois, publié à l'occasion du centenaire du canton de Vaud. En 1905, la municipalité lui commande des photographies de Lausanne à travers les âges. 
Paul Vionnet meurt à Lausanne le 16 janvier 1914.

## Publications
- Les monuments préhistoriques de la Suisse occidentale et de la Savoie : album de photographies avec texte, Lausanne, G. Bridel, 1872, 28 p. et 35 f. de photographies.

## Expositions
- 30 juin - 22 octobre 1995 : L'ère du chamboulement : Lausanne et les pionniers de la photographie, 1845-1900, Musée historique, Lausanne[4].
- 18 septembre 2015 - 3 janvier 2016 : La mémoire des images : autour de la Collection iconographique vaudoise, Musée de l'Élysée, Lausanne[5],[2],[6],[7].